# Folien-Wandkarte
Die (Projektions-)Folien-Wandkarte (abgek.: FOWAK) ist eine allgemein-geografische oder thematische Karte, die auf transparentes Plastikmaterial (Klarsichtfolie) gedruckt und mit Hilfe eines Projektors (Polylux oder Overhead) als frontales Unterrichtsmittel auf eine helle Fläche projiziert wird.

Sie ist somit nicht eine kartografisch gestaltete Einfach- oder Mehrfachfolie der traditionellen Projektionsfolien, sondern eine weitere Gebrauchsform von Karten unter Beanspruchung des Projektionsfolienprinzips als technische Grundlage.
Als neuere Formen bzw. Ersatzformen der Wandkarten hielten aus material-  und zeitökonomischen Gründen in der Herstellung, aber auch aus didaktischen Erwägungen für die unterrichtliche Nutzung, in den letzten Jahrzehnten (etwa ab 1970) neben Einblatt-Wandkarten auch (Projektions-)Folienkarten und (Projektions-)Folien-Wandkarten (FOWAK) Einzug in die Schulkartografie.  
Ausgangsbasis für ein solches Entwicklungsprojekt war in der DDR nicht das Bemühen, den Aktionsradius des bewährten Projektionsfolienprinzips zu erweitern, sondern waren ökonomische, unterrichtsorganisatorische und didaktisch-methodische Erwägungen mit dem Ziel, die Effektivität der Herstellung und des Einsatzes frontaler kartografischer Medien zu erhöhen. Die Folien-Wandkarte wurde nicht als vollwertiges Äquivalent, sondern als ein potenzieller Ersatz für die konventionelle Wandkarte gesehen.
Die (Projektions-)Folien-Wandkarte (FOWAK) war in der DDR vor allem für Titel mit kurzzeitiger Einsatzbreite (z. B. VR Angola oder VDR Äthiopien) und für Themen mit höherem moralischen Verschleiß (z. B. Wirtschaft) vorgesehen. 
Folien-Wandkarten werden heutzutage (2008) von fast allen schulkartografischen Verlagen hergestellt, tragen aber unterschiedliche Bezeichnungen, z. B. Folienkarten, Transparentkarten, Großdiakarten.

Sie werden häufig als Serien in Mappen oder als Folienbuch geliefert, mitunter auch in Kombination mit Realaufnahmen, Grafiken etc. Die digitale Form ist der Bildwurf z. B. durch einen Beamer, der auch ein Zoomen ermöglicht.